# Emidio Antonini
Emidio Antonini (L'Aquila, 15 agosto 1787 – Parigi, 10 settembre 1862) è stato un diplomatico italiano.

## Biografia
Nato all'Aquila nel 1787 da Giampietro, barone di Torano, entrò nella diplomazia del regno delle Due Sicilie; fu mandato a Parigi, dapprima come ufficiale di prima classe dal 25 agosto 1822 e poi come segretario di ambasciata dal 9 febbraio 1827. Il 22 luglio 1828 fu nominato incaricato d'affari in Brasile e, al suo ritorno in Europa, svolse una missione a Madrid. L'11 ottobre 1833 fu nominato inviato straordinario e ministro plenipotenziario in Prussia e vi rimase anche durante la rivoluzione tedesca del 1848-1849.
Il 14 ottobre 1849 fu trasferito nuovamente a Parigi come capo della missione diplomatica, con incarico anche per Bruxelles, e il 1º ottobre 1852 ricevette la nomina a marchese dal sovrano. Nella capitale francese intrattenne buoni rapporti con l'imperatore Napoleone III, ma con la fine della guerra di Crimea nel 1856 i rapporti internazionali del regno napoletano si deteriorarono. Scarso effetto ebbero le proteste di Antonini riguardo al Congresso di Parigi, anche per il poco interesse del re Ferdinando II. I rapporti con il sovrano peggiorarono sempre di più e nel novembre del 1856 Antonini si ritirò a Bruxelles, per tornare a Parigi solo nel 1859; ottenne quindi il ritiro definitivo dalla diplomazia il 2 luglio 1860. Morì nella capitale francese nel 1862.